# Wilson Ruiz Orejuela
Wilson Ruiz Orejuela (nacido en 1967), es un abogado y jurista colombiano, Doctor en Derecho y Especialista en Derecho Administrativo. Ruiz tiene una amplia experiencia profesional en derecho público, específicamente en el área de contenciosa administrativa, y profundos conocimientos del contexto jurídico colombiano.
Se desempeñó como Ministro de Justicia y del Derecho, desde octubre de 2020 hasta el 7 de agosto de 2022, luego de haber ejercido el cargo de Magistrado de la Sala Jurisdiccional Disciplinaria del Consejo Superior de la Judicatura, desde el mes de noviembre de 2012 hasta el 31 de octubre de 2015, fecha en la que presentó renuncia al cargo, siendo en ese momento Presidente del Consejo Superior de la Judicatura. Se graduó en derecho en la Universidad Libre de Colombia, seccional Cali y cursó posteriormente posgrado en derecho administrativo en la Universidad de San Buenaventura; posgrado en derecho administrativo en la Universidad de Salamanca, España; realizó los cursos avanzados D.E.A, del programa doctoral en derecho público en la Universidad Pompeu Fabra, Barcelona, España y en el año 2015 obtuvo el título de Doctor en Derecho de la Universidad Alfonso X El Sabio, Madrid, España.
Como abogado, se ha desempeñado en diferentes cargos como Conjuez del Tribunal Administrativo de Cundinamarca; Conjuez del Consejo Superior de la Judicatura, Sala Jurisdiccional Disciplinaria; Árbitro de las Cámaras de Comercio de Cali y Bogotá; Procurador delegado ante el Consejo de Estado; y, finalmente elegido por el Congreso de la República de Colombia, como magistrado de la Sala Jurisdiccional Disciplinaria del Consejo Superior de la Judicatura. Recibió la medalla de honor que otorga la World Jurist Association en 2021.

## Estudios
Estudió el bachillerato en el Colegio Politécnico Municipal de la ciudad de Cali, Valle del Cauca. Tras su graduación, fue aceptado en la Universidad Libre Seccional Cali, donde cursó Derecho, graduándose en el año 1995. En el año 1997, obtuvo el título de Especialista en Derecho Administrativo por la Universidad de San Buenaventura y la Universidad Pontificia Bolivariana; y, en el año 2002, realizó el curso de posgrado en Derecho Administrativo de la Universidad de Salamanca, España. Posteriormente, realizó los cursos avanzados del programa doctoral en derecho público en la Universidad Pompeu Fabra, Barcelona, España, obteniendo el diploma de estudios avanzados –D.E.A., en el año 2004. En el año 2015, con una tesis Summa Cum Laude, obtuvo el título de Doctor en Derecho de la Universidad Alfonso X El Sabio, Madrid, España.

## Vida pública y profesional
Inició su carrera como mensajero del Colegio de Abogados Penalistas del Valle; fue Citador del Juzgado 23 Penal Municipal de Cali y del Tribunal Administrativo del Valle, donde ascendió a Escribiente y Auxiliar de Magistrado. Como abogado litigante, participó en varios casos importantes, como la demanda que resultó en declaración de nulidad del cobro de un impuesto al teléfono para financiar al parque de bomberos de Santiago de Cali, y la acción pública de inconstitucionalidad de los artículos 131 y 132 de la Ley 812 de 2003 por la que se creó el fondo de capitalización de las Empresas Municipales de Cali –Emcali—. La Corte Constitucional condicionó la aplicación de dichos artículos al consentimiento de los usuarios.
Entre 2005 y 2006 se desempeñó como árbitro en el área de Derecho Administrativo en la Cámara de Comercio de Cali; y para el periodo 2006-2008 fue conjuez del Tribunal Administrativo de Cundinamarca.
En el año 2007, la Sala Administrativa del Consejo Superior de la Judicatura, incluyó a Wilson Ruiz Orejuela en la lista para el cargo de Magistrado de la Sección Segunda del Consejo de Estado. Posteriormente, en el año 2008, fue ternado por el Presidente de la República, Álvaro Uribe Vélez, para el Cargo de Defensor del Pueblo a nivel nacional. Entre 2008 y 2009 fue conjuez del Consejo Superior de la Judicatura.
El 9 de febrero de 2009, fue nombrado por el procurador general de la Nación, como procurador quinto delegado ante el Consejo de Estado, cargo que desempeñó hasta el 31 de agosto de 2010. A mediados del año 2009, su nombre fue nuevamente postulado por la Sala Administrativa del Consejo Superior de la Judicatura para el cargo de Magistrado del Consejo de Estado.
En el mes de noviembre del año 2012, el presidente Juan Manuel Santos, presentó al Congreso de la República de Colombia la terna para el cargo de Magistrado del Consejo Superior de la Judicatura, incluyendo a Wilson Ruiz Orejuela, a quien el 14 de noviembre de 2012, el Congreso de Colombia con 174 votos, lo eligió como Magistrado para un período de ocho años.
El 3 de diciembre de 2012, el presidente Juan Manuel Santos Calderón lo posesionó como Magistrado del Consejo Superior de la Judicatura,. Posteriormente, el 30 de enero de 2013, fue elegido presidente de la Sala Jurisdiccional Disciplinaria del Consejo Superior de la Judicatura, dignidad que ejerció hasta el 29 de enero de 2014. El 3 de febrero de 2015, fue elegido por unanimidad como Presidente del Consejo Superior de la Judicatura para el periodo 2015-2016.
Como Presidente de la Sala Jurisdiccional Disciplinaria e interesado en los temas sociales y carcelarios del país, impulsó de la mano del Director del Instituto Nacional Penitenciario y Carcelario, una revisión de la situación jurídica de los internos en todos los establecimientos carcelarios. Lo anterior permitió que se agilizaran los términos de respuesta a las solicitudes de libertad, y por ende a que salieran de las cárceles aproximadamente doce mil internos, que tenían derecho a tal beneficio. Renunció al cargo de Magistrado de la Sala Jurisdiccional Disciplinaria del Consejo Superior de la Judicatura en el mes de octubre de 2015.
Para la Cámara de Comercio de Bogotá fue, en 2012, Árbitro especialista en derecho administrativo y civil; entre 2017 y 2018 fue Árbitro del Tribunal de Arbitramento COVIPACÍFICO - ANI para el Centro de Arbitraje y Conciliación. Desde 2018 Ruiz Orejuela es Árbitro del Tribunal de Arbitramiento Autovía Bucaramanga Pamplona SAS -ANI. También trabajó como Árbitro especialista en derech administrativo y civil del Centro de Arbitraje y Conciliación de la Cámara de Comercio de Barranquilla.
Ruiz Orejuela fue miembro del Instituto Colombiano de Derecho Procesal y en la actualidad, lo es de la Academia Colombiana de Jurisprudencia y de la Cumbre Judicial Iberoamericana. Desde el año 2005 es docente de pregrado y posgrado, y director de trabajos de maestría en la Universidad Sergio Arboleda en Bogotá y Santa Marta; y además, docente de posgrado de la Universidad Libre de Bogotá, Barranquilla, Cúcuta, Pereira, Socorro y Cali.
Su currículo muestra una amplia experiencia en la Academia, como docente de las áreas de Políticas Públicas, Derecho Administrativo, Jurisprudencia, Derecho Constitucional, y Ética Profesional y Responsabilidad del Estado en Derecho Comparado en casas de estudio colombianas como la Universidad Javeriana, Universidad de la Sabana, Universidad Santiago de Cali, Universidad de San Buenaventura, Universidad Del Rosario, Universidad La Gran Colombia, Universidad ICESI y en el Centro Colombiano de Estudios Profesionales Seccional Cali; y en la Universidad Alfonso X El Sabio de Madrid, España
En el año 2011, fue invitado por la Universidad Federal de Flimuninse (Brasil - Niterói - RJ) a participar como profesor en el área de Derecho Público, en donde dictó conferencias y un módulo relacionado con la Responsabilidad del Estado, haciendo un paralelo entre la legislación Colombiana y la Brasileña. En 2016, participó como jurado de dos tesis doctorales en la Facultad de Derecho de la Universidad Alfonso X El Sabio (Madrid - España).
Gracias a sus análisis sobre la situación jurídica colombiana, Ruiz Orejuela ha sido columnista de medios de comunicación como El Nuevo Siglo, Diario de Occidente, .Next, Primicia.com y Colprensa. También ha prestado asesoría jurídica a la Corporación Autónoma Regional del Valle - C.V.C.

## Reconocimientos
A lo largo de su vida pública, ha recibido reconocimientos de múltiples entidades del Estado Colombiano, como la Rama Judicial, el Congreso de la República, el Ministerio de Defensa Nacional, la Asamblea Departamental del Valle del Cauca, entre otros.
Rama judicial
Por decreto ejecutivo de diciembre de 2013, proferido por el presidente de la República y la Resolución 13-412 del 13 del mismo mes y año, de la Sala Administrativa del Consejo Superior de la Judicatura, le confirieron la medalla José Ignacio de Márquez en la Categoría Oro, “por sus merecimientos excepcionales; su honestidad, consagración, perseverancia y superación; por su contribución a enriquecer la jurisprudencia colombiana y a engrandecer y a prestigiar la administración de justicia”.
Congreso de la República
El 28 de agosto de 2013, el Senado de la República le confirió la Orden del Congreso de Colombia en el Grado de Gran Oficial, “por la excelsa labor desarrollada en beneficio de la ciencia jurídica”.
Asociación de Comunicadores Sociales – Academia Hispanoamericana de Ciencias y Letras
La Asociación de Comunicadores Sociales y la Academia Hispanoamericana de Ciencias y Letras, el 7 de febrero de 2013, le otorgó la condecoración Francisco José de Caldas, Categoría Mejor Jurista 2012.
Asamblea Departamental del Valle del Cauca
El 30 de enero de 2013, la Asamblea Departamental del Valle del Cauca, le confirió la Orden Independencia Vallecaucana, Grado Comendador, “en reconocimiento a sus amplios méritos personales, académicos y profesionales que le han permitido convertirse en Honorable Magistrado”.
Ministerio de Defensa Nacional
El 9 de agosto de 2013, el ministro de Defensa Nacional, le otorgó la medalla Gran Oficial.
Comando General de las Fuerzas Militares
El Comandante de las Fuerzas Militares le otorgó la Medalla Fe en la Causa.
Comando General de las Fuerzas Militares
El 6 de octubre de 2014, el Consejo de la Medalla Militar "General José Hilario López Valdés" le otorgó la medalla General José Hilario López Valdés, "por su dedicación y esfuerzo profesional en la labor de promoción de los Derechos Humanos y Derecho Internacional Humanitario".
La Embajada de Estados Unidos de América en Colombia
En enero de 2015, la Embajada de Estados Unidos de América en Colombia le otorgó un reconocimiento al sobresaliente apoyo a la Justicia Penal Bi-lateral con el Departamento de Justicia de los Estados Unidos, hacia el avance de la Seguridad Nacional Conjunta entre ese país y Colombia.

## Libros Publicados
- Pensamiento Jurisprudencial en Materia de Responsabilidad Fiscal en Colombia. Talleres Gráficos de Impresora Feriva S.A., 2003. ISBN 958-33-5373-6.[12]
- Responsabilidad Médica Estatal. Primera Edición, Librería Jurídica Sánchez R. Ltda., 2004. ISBN 958-9380-57-4.[13] Segunda Edición, Ecoe Ediciones, 2006. ISBN 958-648-433-5.[14]
- Responsabilidad del Estado. Escuela Judicial Rodrigo Lara Bonilla, 2007. ISBN 978-9588331-23-2.
- Responsabilidad Extracontractual Frente a: Estado Legislador, Medios de Comunicación, Responsabilidad Fiscal, Desplazamiento Forzado y Actos Terroristas. Ecoe Ediciones, 2008. ISBN 978-958-648-536-4.[15]
- La Vinculatoriedad del Derecho Internacional de los Derechos Humanos Frente a la reclusión ilegal de menores en grupos irregulares. Academia Colombiana de Jurisprudencia, año 2009, ISBN 978-958-8392-10-3.[16]
- Responsabilidad del Estado y sus Regímenes. Primera Edición, Ecoe Ediciones, 2010. ISBN  978-958-648-536-4.[17] Segunda Edición, Ecoe Ediciones, 2013.[18]
- Responsabilidad Extracontractual Frente al Estado Legislador. Departamento de Publicaciones, Universidad Libre, 2011.[19]
- Responsabilidad del Estado Legislador. 2011. ISBN 978-958-8534-44-2.
- Responsabilidad del Estado Social de Derecho por los Actos del Poder Constituyente. 2015. ISBN 978-958-771-255-1.

## Artículos Publicados
- RUIZ OREJUELA, Wilson, "Responsabilidad del Estado Legislador", Civilizar, Edición n.º 009, 2005, págs. 75-88. Universidad Sergio Arboleda, 2006.
- RUIZ OREJUELA, Wilson, "Responsabilidad Médica en Colombia", Universidad Javeriana e Instituto de Responsabilidad Civil y del Estado, Edición n.º 01, 2003, págs. 41-60. Segunda publicación en 2005.
- RUIZ OREJUELA, Wilson, "La Tutela Jurídica del Medio Ambiente", Conferencia de Academias Jurídicas y Comerciales de Ibero América (VI Congreso Iberoamericano de Academias de Derecho) Academia Colombiana de Jurisprudencia, Primera Edición, 2007, págs. 137-152.
- RUIZ OREJUELA, Wilson, "Responsabilidad Extracontractual del Estado por los Medios de Comunicación", Academia Colombiana de Jurisprudencia, 2007.
- RUIZ OREJUELA, Wilson, "Responsabilidad Médica Estatal", Revista Ámbito Jurídico, noviembre 2011.